# 베이징인민방송

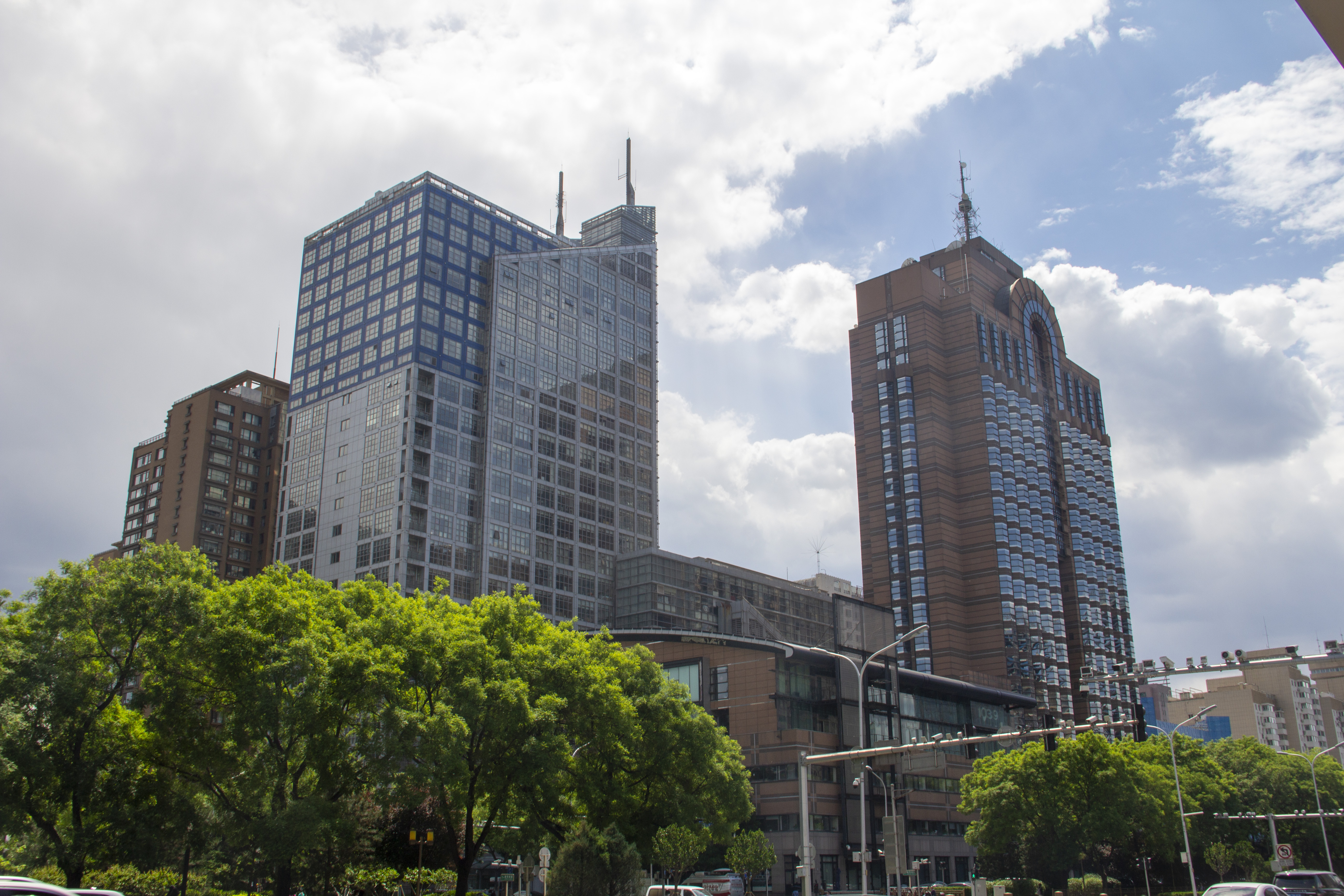

베이징인민방송(북경인민광파전대. 중국어 간체자: 北京人民广播电台, 정체자: 北京人民廣播電臺, 병음: Beijing Ren Min Guangbo Dian Tai, 영어:radio Beijing corporation 약칭 RBC)은 중화인민공화국의 수도 베이징의 직할시급 방송국이다. 1949년 2월 2일에 개국하였다. 대한민국, 미국, 영국, 싱가포르, 일본등 세계 여러 방송국과 협력관계를 가지고 있다.

## 연혁
- 1949년 2월 2일 베이징인민방송 개국.

## 방송 채널
- 총 8개의 채널이 있다.

| 방송 채널          | 중파 주파수 | FM 주파수 |
| 뉴스(新闻广播)     | 828 KHz     | 100.6 MHz |
| 성시관리(城市管理) | 1026 kHz    | 107.3 MHz |
| 수도생활(首都生活) | 603 kHz     |           |
| 체육(体育广播)     | 927 KHz     | 102.5 MHz |
| 음악(音乐广播)     |             | 97.4 MHz  |
| 교통(交通广播)     |             | 103.9 MHz |
| 문예(文艺广播)     |             | 87.6 MHz  |
| 영어(外语广播)     | 774 KHz     |           |